# Хилмерова, Моника
Моника Бекр Хилмерова (род. 7 октября 1974 года, Братислава, Чехословакия) — словацкая актриса и певица.

## Биография
В 10 лет Моника Хилмерова снялась в своём первом художественном фильме («О славе и траве»). Играть в театре начала в 16-летнем возрасте, став актрисой Радошинского наивного театра (1991—2003). Позже поступила в драматическую труппу Словацкого национального театра (2003—2006, 2008-настоящее время). Также играла на других профессиональных сценах, таких как: Студия L+S/Štúdio L+S (1994), Асторка Корзо '90/Astorka Korzo '90 (2003) и Арена/Aréna (2007).
Окончила философский факультет Братиславского университета имени Коменского (1993—1998), получив диплом андрагога. Актёрскому мастерству обучалась в Братиславской Высшей школе исполнительского искусства (1998—2002).
Личная жизнь: есть старший брат Виктор, муж — танцор Яро Бекр (женаты с 2009 года), дети: дочь Зара, сын Леонард.

## Дискография
Избранное
- 2008 — Великие актёры поют для маленьких детей 2 — книга с CD (компиляция, Enigma, ISBN: 978-80-969830-1-8)

## Фильмография
Моника Хилмерова снялась в 11 полнометражных художественных фильмах и в 3 короткометражных фильмах. В рамках телевизионного формата была задействована примерно в 20 игровых картинах и 12 сериалах разного метража, в том числе двух мини-сериалах, двух антологиях, а также в ситкомах. Одна из картин представляет собой телевизионную запись театральной постановки.
| Год                                                                | Фильм                                                                                 | Роль                           | Примечания                                                           |
| ------------------------------------------------------------------ | ------------------------------------------------------------------------------------- | ------------------------------ | -------------------------------------------------------------------- |
| 1984                                                               | О славе и траве (фильм-новелла, производство Чехословакия)                            | Луция                          |                                                                      |
| 2000                                                               | Жертвы и убийцы (драма, Чехия-Франция-Швейцария)                                      | Яна (подросток)                | Премия МКФ «Арт фильм Фест»                                          |
| 2000                                                               | Лебенсборн — Источник жизни (историческая драма, Чехия)                               | Гретка                         | Премия «Серебряный Дельфин» на фестивале «Фестройя» — Лучшая актриса |
| 2002                                                               | Рождённые ветром (любовная драма, Италия-Швейцария)                                   | Вера                           |                                                                      |
| 2003                                                               | Bloodlines                                                                            | Андреа                         | В Словакии фильм известен под названием «Кровные связи»              |
| 2007                                                               | Свадьба на поле брани или Несколько часов до славы (комедия, Чехия)                   | Катержина                      |                                                                      |
| 2007                                                               | Интервью с врагом (военная драма, Словакия)                                           | Женщина                        | камео                                                                |
| 2008                                                               | Кровавая графиня - Батори (историческая драма, Словакия-Чехия-Венгрия-Великобритания) | Эржебет Чобор                  |                                                                      |
| 2009                                                               | Suplent (драма, Чехия-Германия-Словакия-Венгрия)                                      | Сара                           |                                                                      |
| 2013                                                               | Кандидат (комедия с элементами триллера, Словакия)                                    | Алёна                          |                                                                      |
| 2015                                                               | Песенная страна-5/Spievankovo 5 (для детей, Словакия)                                 | Сова-учительница               | Музыкальная сказка                                                   |
| Короткометражные фильмы                                            |                                                                                       |                                |                                                                      |
| 2003                                                               | 51 кГц                                                                                |                                |                                                                      |
| 2006                                                               | Молчание                                                                              | Сестра                         | Адаптация одной картины, по сценарию И. Бергмана                     |
| 2016                                                               | Жизнь                                                                                 | Женщина на жизненном перепутье | Видеоклип группы No Name режиссёра Й. Леготского                     |
| Сведения взяты из интернет-базы данных ČSFd, ČFN, FDb, IMDb и SFd. |                                                                                       |                                |                                                                      |

## Награды
По итогам опроса NOC, сделанного в 2003 году, Моника Хилмерова попала в двадцатку самых популярных словацких актрис. Согласно опросу агентства GfK от 2009 года, актриса вошла в десятку самых обаятельных словацких актёров.
| Год                                                                | Номинированная работа       | Премия                              | Категория                   | Výsledok   | Výsledok |
| Кино                                                               | Кино                        | Кино                                | Кино                        | Кино       | Кино     |
| ------------------------------------------------------------------ | --------------------------- | ----------------------------------- | --------------------------- | ---------- | -------- |
| 2001                                                               | Лебенсборн — Источник жизни | Серебряный дельфин (MКФ «Фестройя») | Лучшая актриса              | Победитель | [ 2 ]    |
| 2001                                                               | Жертвы и убийцы             | Премия МКФ «Арт Фильм Фест»         | Премия МКФ «Арт Фильм Фест» |            | [ 1 ]    |
| Телевидение                                                        |                             |                                     |                             |            |          |
| 2011                                                               | Umelkyňa menovite           | Знаменитость с телеэкрана (OTO)     | актриса комедийного жанра   | Номинация  | [ 3 ]    |
| 2012                                                               | Umelkyňa menovite           | Знаменитость с телеэкрана (OTO)     | актриса                     | Победитель | [ 3 ]    |
| 2013                                                               | Umelkyňa menovite           | Знаменитость с телеэкрана (OTO)     | актриса                     | Номинация  | [ 3 ]    |
| 2013                                                               | Бурлящее вино               | Премия Литературного фонда          | Премия Литературного фонда  |            |          |
| 2014                                                               | Umelkyňa menovite           | Знаменитость с телеэкрана (OTO)     | актриса                     | Номинация  | [ 3 ]    |
| 2015                                                               | Umelkyňa menovite           | Знаменитость с телеэкрана (OTO)     | актриса                     | Номинация  | [ 4 ]    |
| Театр                                                              |                             |                                     |                             |            |          |
| 2009                                                               | Мамаша Кураж и её дети      | Премия Литературного фонда          | Премия Литературного фонда  |            |          |
| Сведения взяты из интернет-базы данных ČSFd, ČFN, FDb, IMDb и SFd. |                             |                                     |                             |            |          |